# アトリビュート
アトリビュート（英: attribute）は、西洋美術において伝説上、歴史上の人物または神話上の神と関連付けられた持ち物。その物の持ち主を特定する役割を果たす。持物（じもつ・じぶつ）ともいう。正義の女神を例にとると、手に持った秤と剣、それに目隠しである。

## 宗教画
イコンなどの宗教画においては、聖人の生涯、職業、使命を表すために用いられる。画面内に描かれている女性がオルガンなどの楽器を手にしていればセシリアであろうし、車輪とともに描かれていればアレクサンドリアのカタリナであると見分けることができる。
また、シュロの葉は殉教者（致命者）に共通するアトリビュートである。
ただし正教会においては、致命者（殉教者）の持つ象徴は十字架である。

## 主なアトリビュート
これらは非公式・公式に係わらず、表現として用いられたものである。

### キリスト教の聖人
| 聖人名         | 画像 | アトリビュート                                           |
| -------------- | ---- | -------------------------------------------------------- |
| 聖母マリア     |      | 百合の花、とげのないバラの花、赤と青の衣、幼子イエス     |
| ナザレのヨセフ |      | 鞄、大工道具、幼子イエス、百合の花                       |
| 洗礼者ヨハネ   |      | ラクダの皮の衣、斧と切株、十字架（杖状の長いもの）       |
| 聖ペテロ       |      | 鍵（金と銀の鍵）、逆さ十字、三重の横木を持つ司教杖、雄鶏 |

### ギリシア・ローマ神話
| ギリシア神話     | ローマ神話     | アトリビュート                                                 |
| ---------------- | -------------- | -------------------------------------------------------------- |
| ゼウス           | ユピテル       | 牛、山羊、雷、王笏、鷲                                         |
| ヘーラー         | ユーノー       | ザクロ、孔雀、王冠、王笏、ヴェール                             |
| アテーナー       | ミネルウァ     | オリーブ、蛇、フクロウ、アイギス、メドゥーサの首、兜、雄鶏、槍 |
| アポローン       | アポロー       | 月桂樹、蛇、馬、白鳥、矢、月桂冠、竪琴、弓                     |
| アプロディーテー | ウェヌス       | 薔薇、イルカ、兎、白鳥、鳩、エロース（クピードー）             |
| アルテミス       | ディアーナ     | 鹿、犬、兎、矢                                                 |
| デーメーテール   | ケレース       | 果物                                                           |
| ヘルメース       | メルクリウス   | 牛、ケーリュケイオンの杖                                       |
| ポセイドーン     | ネプトゥーヌス | イルカ、馬、三叉槍                                             |
| ディオニューソス | バックス       | 葡萄、山羊、テュルソスの杖、蔦                                 |
| ハーデース       | プルートー     | 馬                                                             |
| ペルセポネー     | プロセルピナ   | ザクロ                                                         |